# Турци в Туркменистан
Турците в Туркменистан са етническа група в Туркменистан.

## Общо
Турците в Туркменистан са добре интегрирани. В Туркменистан има 1 гимназия, 1 основно училище, 1 Център за обучение и 1 Център за професионално обучение на турски език, които се намират в столицата Ашхабад. 

## Религия
Турците в Туркменистан са Мюсюлмани.